# Gaffney
Gaffney is een plaats (city) in de Amerikaanse staat South Carolina, en valt bestuurlijk gezien onder Cherokee County.

## Demografie
Bij de volkstelling in 2000 werd het aantal inwoners vastgesteld op 12.968.
In 2006 is het aantal inwoners door het United States Census Bureau geschat op 12.949, een daling van 19 (-0.1%).

## Geografie
Volgens het United States Census Bureau beslaat de plaats een oppervlakte van
20,5 km², waarvan 20,4 km² land en 0,1 km² water. Gaffney ligt op ongeveer 239 m boven zeeniveau.

## Plaatsen in de nabije omgeving
De onderstaande figuur toont nabijgelegen plaatsen in een straal van 20 km rond Gaffney.

## Geboren
- Andie MacDowell (1958), actrice
- Tim Montgomery (1975), sprinter